# Quebrada Chismisa
La quebrada Chismisa es una quebrada y arroyo ubicado en la Región de Tarapacá, Provincia del Tamarugal, comuna de Huara, que desemboca en la quebrada de Aroma de la Pampa del Tamarugal.

## Termas de Chismisa
Los baños termales de Chismisa se encuentran en la confluencia de las quebradas Chismisa y Aroma, a una altitud de 3650 m s. n. m., a 160 km al este de Iquique y 80 km al oriente de Huara. Sus aguas emergen de un socavón a temperaturas de hasta 42,6 °C y se les atribuyen propiedades terapéuticas para afecciones óseas, cutáneas y circulatorias, como las várices.

## Trayecto
Jorge Boonen en su Ensayo sobre la geografía militar de Chile la describe como quebrada Chiapa:: 114 
Chiapa es otra quebrada tan importante quizás como la anterior [se refiere a la q. Aroma]. Nace en la falda sur del mitológico cerro Tatajachura. le dan sus aguas los arroyos Chagua y Tujuta. Los sembríos de esta quebrada se llaman: Chiapa, Illaya, Jaiña y Chimisa que ya hemos mencionado antes.

## Historia
Luis Risopatrón la describe en su Diccionario Jeográfico de Chile (1924):
Chismisa (Quebrada de). Estrecha, con 15 litros por segundo de aguas sumamente amargas (diciembre 1918), con las que se riegan cuatro valles, corre hácia el W i desemboca en la márjen S de la quebrada de Aroma, cuyas aguas descomponen; en la confluencia de ambas quebradas se encuentran los baños de aquel nombre i terrenos regados.
También informa sobre las fuentes termales:
Chismisa (Baños de) 19° 32' 69° 17'. Tiene aguas que brotan por debajo de grandes piedras, con 80 a 90° C de temperatura, que depositan azufre i un polvo blanco i desarrollan olor a hidrójeno sulfurado, aparentes para curar las enfermedades reumáticas, sifilíticas etc; no presenta sino 6 o 7 ranchos miserables como alojamiento i son poco concurridos por su distancia a los centros poblados. Se encuentra en la conjunción de la quebrada del mismo nombre, con la de Aroma. 2, 8, p. 291; i 77, o. 26; aguas termales en 63, p. 80; i 96, p. 62; i aldehuela en 149, I, p. 151; baños de Chismiza en 94, p. 19; i 126; 1919.p. 312; aguas termales en 63, p. 101; termas Baños de Chismiza en 68, p. 36: i Baños en 134; i 156.